# Yzeron
Yzeron település Franciaországban, Rhône megyében. Lakosainak száma 980 fő (2022. január 1.). Yzeron Messimy, Courzieu, Montromant, Saint-Martin-en-Haut, Thurins és Vaugneray községekkel határos.

## Népesség
A település népessége az elmúlt években az alábbi módon változott:
| Lakosok száma | 1015 | 1055 | 1063 | 1022 | 1005 | 992  | 980  | 965  | 980  |
|               | 2013 | 2015 | 2016 | 2017 | 2018 | 2019 | 2020 | 2021 | 2022 |